# Marc Weiller
Marc Weiller  ( Alsacia 1880 -1945 ) fue un militar, y botánico francés especialista en pteridófitas.

## Algunas publicaciones

### Libros
- rené Marie, †m. Weiller. 1952. Flore de l'Afrique du Nord. Vol. I. Pteridophyta-Gymnospermae. Monocotyledonae: Pandanales. Fluvlales, Glumiflorae (Gramineae: sf. Panicoideae; sf. Bambusoideae). Encyclopedie Biol 33: 1-366

- ------------, --------------. 1955. Flore de l'Afrique du Nord : (Maroc, Algérie, Tunisie, Tripolitaine, Cyrénaïque et Sahara). Vol. 3, Monocotyledonae : Glumiflorae (Gramineae : sf. Pooideae p.p.). Encycl. Biol 0301-4274 ; 48: 1-399: il.

- rené Maire, marcel Guinochet, louis Faurel, marc Weiller, louis Emberger. 1955. Monocotyledonae: Glumiflorae (Gramineae: sf. Pooideae p.p.) Volumen 48 de Encyclopédie biologique. Ed. Lechevalier. 398 pp.

## Honores

### Epónimos
- (Poaceae) Festuca weilleri (Litard.) Romo[2]

- La abreviatura «Weiller» se emplea para indicar a Marc Weiller como autoridad en la descripción y clasificación científica de los vegetales.[3]